# Charles Sealsfield
Charles Sealsfield, pseudonimo di Karl Anton Postl (Popice, 3 marzo 1793 – Soletta, 26 maggio 1864), è stato uno scrittore e giornalista austriaco naturalizzato statunitense, noto soprattutto per romanzi ambientati negli Stati Uniti, dove visse a lungo.

## Biografia
Nato a Popice in Moravia, vestì l'abito sacerdotale a Praga, nel 1816, presso la Fondazione dei cavalieri della Croce, di cui divenne segretario. Non sopportava il clima di costrizione che allora vigeva nei territori soggetti all'Austria e si recò in Svizzera e poi negli Stati Uniti d'America. Qui assunse il nome di Charles Sealsfield. Tornato in Europa, nel 1826, propose il suo primo libro Gli Stati Uniti d'America - ricco di considerazioni politiche sociali ed economiche sul Paese che aveva visitato - che fu pubblicato prima in tedesco e poi in inglese, sotto lo pseudonimo C. Sidons. Il suo opuscolo L'Austria com'è (1828) fu sequestrato in Austria. Visse quindi tra America e Svizzera, sostenendosi grazie a collaborazioni a vari giornali.